# Araguari
Araguari is een gemeente in de Braziliaanse deelstaat Minas Gerais. De gemeente telt 117.825 inwoners (schatting 2020).

## Aangrenzende gemeenten
De gemeente grenst aan Cascalho Rico, Estrela do Sul, Indianópolis, Tupaciguara, Uberlândia, Anhanguera (GO), Catalão (GO), Corumbaíba (GO) en Cumari (GO).